# Giro dell'Umbria 1987
Il Giro dell'Umbria 1987, quarantaseiesima edizione della corsa, si svolse il 10 agosto 1987. La vittoria fu appannaggio dell'italiano Silvano Contini il quale precedette i connazionali Francesco Cesarini e Renato Piccolo.

## Ordine d'arrivo (Top 10)
| Pos. | Corridore          | Squadra                | Tempo |
| ---- | ------------------ | ---------------------- | ----- |
| 1    | Silvano Contini    | Del Tongo-Colnago      | ?     |
| 2    | Francesco Cesarini | Del Tongo-Colnago      | ?     |
| 3    | Renato Piccolo     | Gewiss-Bianchi         | ?     |
| 4    | Stefano Colagè     | Fibok-Müller           | ?     |
| 5    | Alberto Elli       | Remac-Fanini           | ?     |
| 6    | Bruno Cenghialta   | Magniflex-Centroscarpa | ?     |
| 7    | Fabrizio Vannucci  | Selca-Thermomec        | ?     |
| 8    | Franco Vona        | Supermercati Brianzoli | ?     |
| 9    | Marino Amadori     | Ecoflam-BFB Bruciatori | ?     |
| 10   | Alberto Volpi      | Gewiss-Bianchi         | ?     |